# Un soldato, un amore
Un soldato, un amore (A Soldier's Love Story) è un film del 2010 diretto da Harvey Frost.

## Trama
California: Jared è un bambino di 10 anni che si è appena trasferito a casa della nonna dall'Iowa con la madre dopo il divorzio di quest'ultima. Appassionato di baseball, non ha nessuno con cui giocare (il vero padre è del tutto assente) e per caso, su invito della sua insegnante di scuola, inizia a scrivere al Serg. Vince Carrera, un militare di stanza in Europa, divorziato da 3 anni.
Vince viene riassegnato ad una base militare in California e approfitta per andare a fare visita al bambino con il quale instaura subito un rapporto molto stretto.
Complice il baseball Vince conosce la madre di Jared e a poco a poco se ne innamora ricambiato.
Dopo circa quattro mesi Vince deve ripartire per una nuova missione all'estero e per non incorrere nello stesso problema che ha causato il suo precedente divorzio, decide di lasciare la madre del ragazzo.
Ci ripenserà dopo aver capito di amare profondamente la donna e di non poter più fare a meno di Jared.